# Контрада Казале ди Сото (Потенца)
Контрада Казале ди Сото (итал. Contrada Casale di Sotto) је насеље у Италији у округу Потенца, региону Базиликата.
Према процени из 2011. у насељу је живело 13 становника. Насеље се налази на надморској висини од 749 м.